# Lotrichtung

Vernachlässigt man Schwereanomalien (z. B. durch Berge) und unterschiedliche Abplattungen, so wäre das Geoid gleich einem Rotationsellipsoid (dicke Kurve). Dessen Form ergibt sich aus dem Zusammenspiel von Schwerkraft/Gravitation und Fliehkraft. Die Lotrichtung ist ebenfalls eine Resultierende aus diesen beiden Kräften und wäre dann wie eine Normale entsprechend senkrecht auf diesem Rotationsellipsoid.

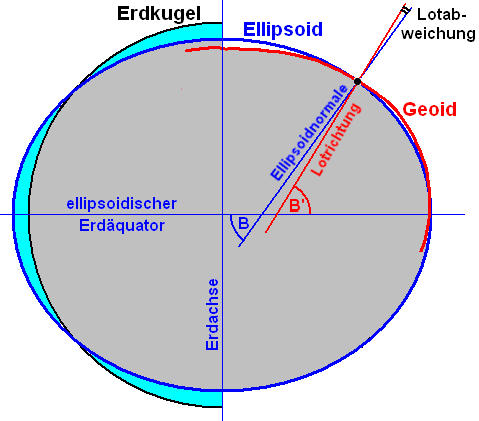
Durch Schwereanomalien in der Erde und unterschiedliche Abplattungen auf Nord- und Südhalbkugel kommt es zu einer Lotabweichung: Differenz zwischen wahrer Lotrichtung und einem theoretischen Erdellipsoid.

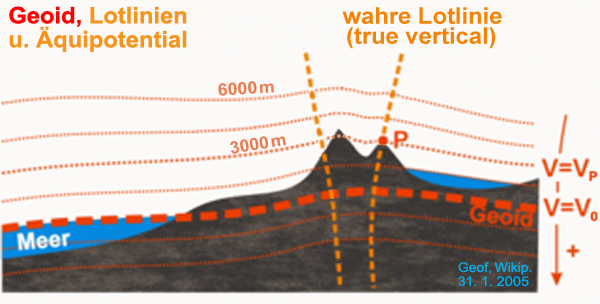
Berge krümmen die Lotrichtung um bis zu 0,01°. Die Lotlinien durchstoßen das Geoid und alle anderen Niveauflächen unter genau 90°

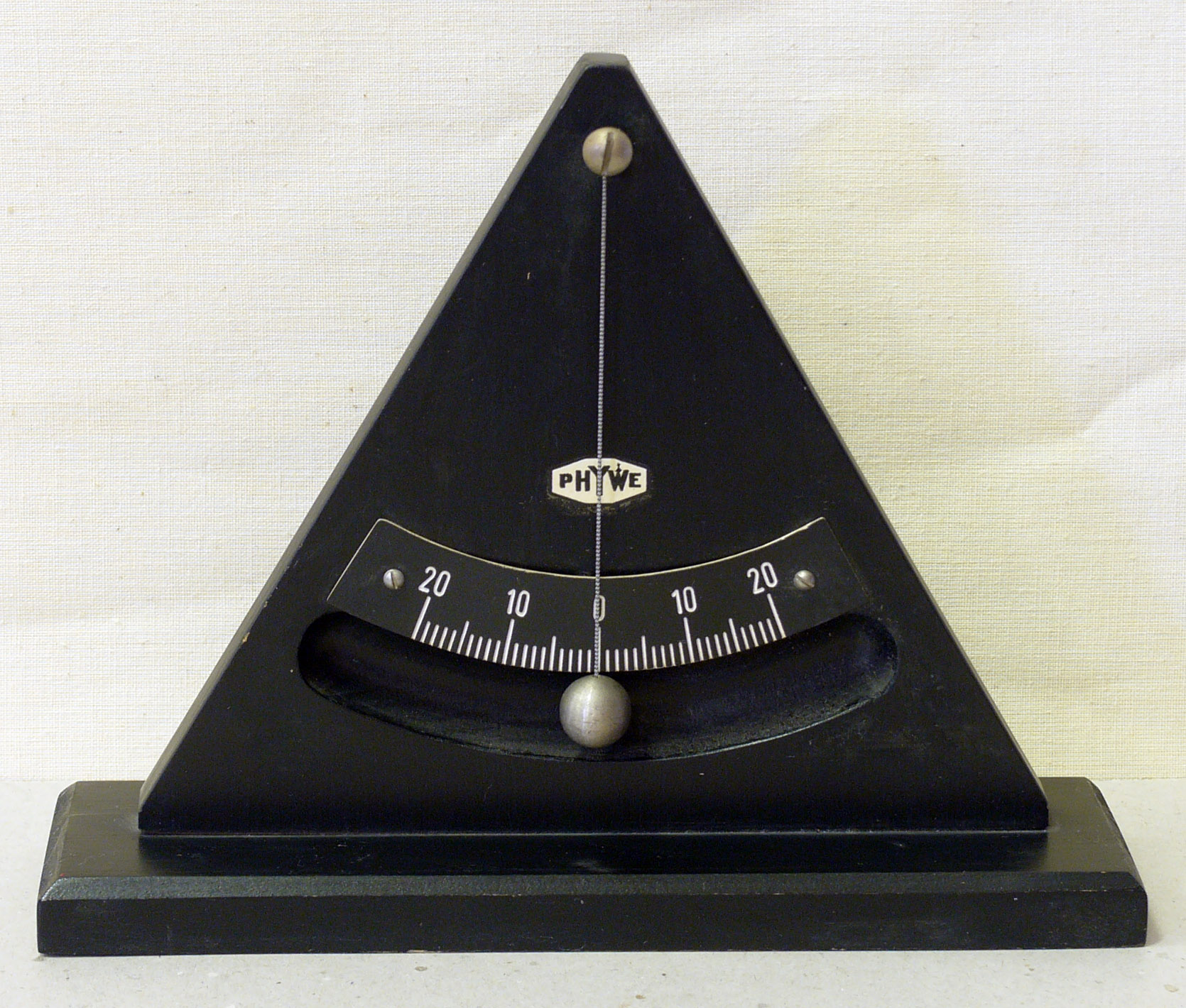
Neigungsmesser mit Lot

Die Lotrichtung, auch als Lotrechte bezeichnet, ist die örtliche Richtung der Schwerebeschleunigung, sie zeigt also nach „unten“.
Diese Richtung, auch das Lot genannt, steht senkrecht auf den Niveauflächen des Erdschwerefeldes in Richtung der Resultierenden aus der Gravitation der Erde und der Fliehkraft durch die Erdrotation. Wegen letzterer weicht die Lotrichtung um bis zu 0,2° von jener Richtung ab, in welcher der Erdmittelpunkt liegt (Winkeldifferenz B–ψ). Ein einfaches Mittel, um die lokale Lotrichtung zu ermitteln, ist das Schnurlot.
Eine Gerade in Lotrichtung am Standort, auch Vertikale oder Senkrechte genannt,  zeigt nach oben den Zenit und nach unten den Nadir als die beiden Schnittpunkte mit der Himmelskugel. Eine hierzu rechtwinklige Gerade oder Ebene heißt Horizontale, auch Waagrechte oder Waagerechte. Eine Horizontalebene am Standort des Beobachters ist der mathematische Horizont (siehe auch Tangentialebene).

## Physikalische Definition
Physikalisch betrachtet ist die Lotrichtung im Schwerefeld der rotierenden Erde eine Folge der Gravitation und – in geringerem Maß – der Fliehkraft. Deshalb weist sie meist nicht zum Erdmittelpunkt. Die Rotation (und die daraus folgende Fliehkraft und Abplattung) verursacht eine Ablenkung, die bei der Erde bis 0,2° beträgt und am Saturn fast 10°. Um diesen Betrag ist die geozentrische Breite (mit {\displaystyle \psi } (psi) bezeichnet) kleiner als die geografische ({\displaystyle B}, {\displaystyle \beta } (beta) oder {\displaystyle \phi } (phi)).
Genauer betrachtet, ist die Lotrichtung keine Gerade, sondern eine Raumkurve. Sie durchstößt als Lotlinie alle Niveauflächen des Schwerefeldes orthogonal. Die Lotkrümmung lässt sich durch aufwendige Messungen feststellen (siehe Gravi- bzw. Gradiometrie) oder rechnerisch durch Modellierung von Massen des Geländes (Topografie) und des geologischen Untergrundes. Die Krümmung beträgt im Flachland etwa 1″, im Hochgebirge jedoch über 10″, was etwa 0,5 cm (Flachland) bis über 5 cm (Hochgebirge) pro Kilometer ausmacht.

## Astronomische und geografische Koordinaten
Aus der Lotrichtung bzw. der Lage des Zenits am Sternhimmel lassen sich genaue Werte für die astronomische Breite {\displaystyle B'} und Länge bestimmen. Der Unterschied zur geografischen Breite und Länge ist die sogenannte Lotabweichung, die von den Unregelmäßigkeiten des Erdschwerefeldes verursacht wird. Sie bilden ein wichtiges Koordinatensystem für die Geowissenschaften – speziell die Geodäsie.
Hingegen bilden Horizont und Lotrichtung ein topozentrisches horizontales Koordinatensystem, das für den Alltag die größte Bedeutung besitzt und auch natürliches Koordinatensystem genannt wird.

## Messung und Genauigkeiten
Die Messung der Lotrichtung erfolgt:
- im Bauwesen mit Schnurlot (Senkblei) oder Lattenrichter, bzw. 90° dazu Wasserwaage und Nivellier – auf etwa 0,1° bis 0,001° genau;
- in der Geodäsie mit Theodolit und Spezialgeräten wie Astrolab oder Zenitkamera – Genauigkeit 1" bis 0,1" (in Verbindung mit Lotsensoren wie Libellen oder Kompensatoren);
- in der Physik mit einer Vielfalt von Instrumenten und Genauigkeiten;
- in der Geodynamik als Lotrichtungsschwankung mit speziellen Instrumenten in aufgelassenen Tunneln oder Bergwerken unter Tage (Vertikal- und Horizontalpendel) auf ± 0,01" und genauer.

## Etymologie
„Lotrichtung“ leitet sich von der Lotschnur ab, „Senkrechte“ vom Senkblei, „Waagrechte“ vermutlich von „Waage“ als Synonym für eine im Gleichgewicht befindliche Wasseroberfläche – siehe auch Wasserwaage als ursprüngliches Messgerät für diesen Zweck. „Horizontale“ bezieht sich auf die Ebene des Horizonts und hat auch mit Fernsicht zu tun. In der Medizin bezeichnet vertikal jene Linie, die vom Scheitel zur Sohle zieht. „Vertikale“ entstammt dem lateinischen (Vertex „Scheitel(punkt)“; dieselbe Bedeutung liegt dem „Zenit“ zugrunde).